# Sainte-Foy-Saint-Sulpice
Sainte-Foy-Saint-Sulpice è un comune francese di 465 abitanti situato nel dipartimento della Loira della regione dell'Alvernia-Rodano-Alpi.

## Società

### Evoluzione demografica
Abitanti censiti